# 청주 안심사 영산회괘불탱
청주 안심사 영산회괘불탱(淸州 安心寺 靈山會掛佛幀)은 충청북도 청주시 안심사에 있는 조선시대의 탱화이다. 1997년 9월 22일 대한민국의 국보 제297호로 지정되었다.

## 개요
석가불이 영취산에서 설법하는 장면을 묘사한 영산회상을 그린 괘불이다. 괘불이란 절에서 큰 법회나 의식을 행하기 위해 법당 앞뜰에 걸어놓고 예배를 드리는 대형 불교그림이다.
안심사에 있는 이 괘불은 길이 7.26m, 폭 4.72m의 크기로, 본존인 석가불을 중심으로, 문수보살과 보현보살을 비롯하여 설법을 듣기 위해 모여든 여러 무리들과 석가를 호위하는 사천왕상 등이 대칭적으로 배치되어 있다.
석가불은 오른쪽 어깨가 드러나는 우견편단을 걸치고 손가락을 땅으로 향하게 하여 마귀를 물리치는 의미를 지닌 항마촉지인의 수인을 취하고 중앙에 앉아있다. 길어진 팔과 손의 처리 등 세부적인 표현은 세련되지는 못하지만, 각진 얼굴에 이목구비가 큼직해 근엄해 보이며, 전체적인 신체비례는 안정되어 있다. 광배에 있는 화려한 꽃무늬장식은 석가불을 강조하며 돋보이게 한다. 위로 갈수록 석가 주변의 무리들을 점점 작게 묘사해 상승효과를 나타내었다. 채색은 주로 홍색과 녹색을 사용하였는데 두텁게 칠해 밝은 느낌을 주지 못하며 부분적으로 덧칠을 한 흔적도 보인다.
조선 효종 2년(1652)에 만들어진 이 괘불은 청주의 보살사 괘불이 조성된지 3년 후의 작품으로, 구도상 비슷한 점이 있어 17세기 중엽 충청지역의 불화연구에 도움을 주는 귀중한 작품이다.

## 갤러리

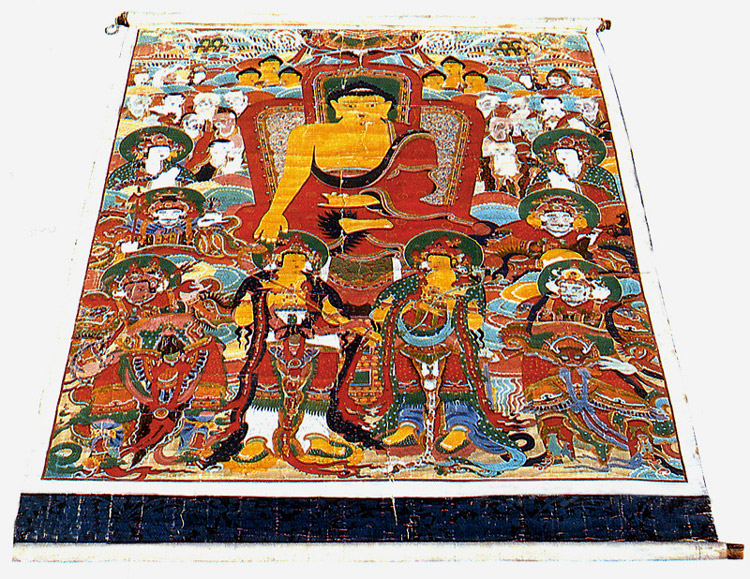

## 같이 보기
- 안심사

## 참고 자료
- 청주 안심사 영산회괘불탱 - 국가유산청 국가유산포털